# Изегол
Изегол (эвенк. Исэ - Камень, бур. Гол - река) — деревня в Тулунском районе Иркутской области России. Входит в состав Едогонского муниципального образования.

## География
Находится примерно в 40 км к юго-западу от районного центра — города Тулун.

## Топонимика
По мнению Станислава Гурулёва, топоним происходит от эвенкийского исэ — камень и бурятского гол — река, долина.

## История
Село основано в XIX веке. В 1893 году имело статус заимки и относилось к Тулуновской волости Нижнеудинского округа (позднее уезда) Иркутской губернии, в заимке тогда было 7 хозяйств и 38 жителей.
В 1945—1953 годах входила в состав Икейского района.

## Население
| 2002 | 2010 | 2011 | 2012 |
| ---- | ---- | ---- | ---- |
| 344  | ↘297 | ↘296 | ↗299 |

По данным Всероссийской переписи, в 2010 году в деревне проживало 297 человек (147 мужчин и 150 женщин).